# Longáki
Longáki är en ort i Grekland.   Den ligger i prefekturen Trikala och regionen Thessalien, i den centrala delen av landet, 240 km nordväst om huvudstaden Aten. Longáki ligger 103 meter över havet och antalet invånare är 295.
Terrängen runt Longáki är platt åt sydväst, men åt nordost är den kuperad. Runt Longáki är det ganska tätbefolkat, med 60 invånare per kvadratkilometer. Närmaste större samhälle är Trikala, 2,7 km söder om Longáki. Trakten runt Longáki består till största delen av jordbruksmark.